# Partia Małopolska
Partia Małopolska – struktura wojskowa Wojska I Rzeczypospolitej.
W 1765 roku Komisja Wojskowa Koronna podzieliła cała jazdę polskiego autoramentu na partie.

## Regimentarze partii małopolskiej
- koniuszy koronny Hieronim Wielopolski (1765-)[1]
- Szaniawski (-1772)[2]
- Paweł Popiel (1772-)[2]

## Skład partii w 1767 roku
- Husarii – 610/240[3]
- Pancernych – 640/305[3]
- Lekkich – 250/135[3]

Razem – 500/680